# Alpinia uraiensis
Espèce
Classification phylogénétique
Alpinia uraiensis  est une espèce de plantes à fleurs du genre Alpinia et de la famille des Zingiberaceae. C'est une plante herbacée vivace originaire du Nord de l'Île de Taiwan.
Une première description en est faite en 1915 par Bunzo Hayata dans son ouvrage "Icones Plantarum Formosanarum nec non et Contributiones ad Floram Formosanam", fascicule 5, page 224.